# آرایشگاه زیبا
آرایشگاه زیبا مجموعه‌ای تلویزیونی ۱۳ قسمتی از گروه فیلم و سریال شبکهٔ ۲ سیما به کارگردانی مرضیه برومند و تولید سال ۱۳۶۹ و ۱۳۷۰ می‌باشد. این سریال همچنین از شبکهٔ آی‌فیلم بازپخش شده است.

## خلاصهٔ داستان
رضا بابک درنقش اسد خمارلو، آرایشگری است که با آن که سن بالایی دارد، هنوز ازدواج نکرده و همین امر منجر به این می‌شود که هرکدام از دوستانش، شخصی را برای ازدواج، به او معرفی کنند. این قضیه تا جایی پیش می‌رود که پسر خسته شده و سعی می‌کند به زندگی خود سر و سامانی بدهد. در هر قسمت از داستان، پسر به همراه مادر و خواهرش به خواستگاری می‌رود ولی هیچ‌یک سودی ندارد تا این‌که با خانمی آشنا می‌شود. نام آرایشگاه اسد خمارلو، آرایشگاه زیبا است، که روی شیشهٔ آن نوشته: آرایشگاه زیبا_نایس سابق.

## بازیگران
- رضا بابک
- حسین کسبیان
- پری امیرحمزه
- راضیه برومند
- اصغر فریدی‌ماسوله
- مرتضی احمدی
- محمود بصیری
- حسن پورشیرازی
- حمید مهرآرا
- محسن شیخی
- بهرام شاه‌محمدلو
- فاطمه معتمدآریا
- کاوه شاه‌محمدلو
- نگار بهبهانی
- پرستو خندانی
- رضا فیاضی

## بازیگران مهمان
- رضا فیاضی
- سیروس ابراهیم‌زاده
- محمد ورشوچی
- مهری ودادیان
- سروش خلیلی
- مریم سعادت
- اسماعیل داورفر
- مهری مهرنیا
- رقیه چهره‌آزاد
- حمید جبلی
- حسین امیرفضلی
- مرضیه برومند
- کیومرث ملک‌مطیعی
- اسماعیل پوررضا
- ایرج طهماسب